# 7 South Dearborn
Het 7 South Dearborn is een nooit gebouwde wolkenkrabber die geplaatst had moeten worden in Chicago.
Het was de bedoeling dat het 's werelds hoogste gebouw zou worden in 1999, al was het niet de enige kandidaat voor die titel. 7 South Dearborn zou wél het hoogste gebouw worden in Chicago: 30,5 meter hoger dan de Willis Tower. Volgens de plannen had het gebouw 478 meter hoog moeten worden, met daarop een antenne van 132 meter hoog (samen dus 610 meter). Het gebouw werd ontworpen door de firma Skidmore, Owings & Merrill, de firma die ook de Burj Khalifa en vele andere gebouwen heeft ontworpen.
Doordat de belangrijkste investeerder uit het project stapte, werd het gebouw niet gerealiseerd. In 2005 werd op de plaats ervan One South Dearborn gebouwd.